# Maria Lindh
Maria Lindh, född 16 februari 1992, är en svensk före detta handbollsspelare. Hon är dubbelhänt och spelade i anfall mestadels vänstersexa.

## Karriär
Maria Lindh började spela handboll i IF Hellton men valde att spela för Önnereds HK under sina gymnasieår. Under perioden i Önnered kom hon med i J-landslaget och var med och tog VM-guld 2010. 2011 gick hon tillbaka till Hellton och spelade där två säsonger. 2012 var hon med i U-20 landslaget som tog VM-guld 2012 i Tjeckien. 2013 skrev hon på ett proffskontrakt med Aalborg DH, Men innan ligan startade blev Aalborg DH nedflyttade till danska division 2 av ekonomiska skäl. Maria Lindh fick dock i oktober 2013 kontrakt med FC Midtjylland Håndbold och spelade där denna säsong, men återvände sedan till Hellton 2014. Lindh drabbas av skador i axlar och knä och spelade lite sporadiskt. Hellton lyckades dock i kvalet och tog sig upp i Elitserien 2015-2016. Lindh spelade säsongen i elitserien, och hon gjorde 67 mål det året. Efter säsongen lade hon skorna på hyllan och satsade på studier.
I ungdomslandslagen har Lindh gjort 20 juniorkamper (13 mål) och 17 ungdomskamper (29 mål).

## Klubbar
- IF Hellton (–2008)
- Önnereds HK (2008–2011)
- IF Hellton (2011–2013)
- Aalborg DH (2013)
- FC Midtjylland Håndbold (2013–2014)
- IF Hellton (2014–2016)

## Meriter
- U18-VM-guld 2010 med Sveriges U18-landslag
- U20-VM-guld 2012 med Sveriges U20-landslag